# The Story of Adidon
The Story of Adidon ist ein Lied des US-amerikanischen Rappers Pusha T. Der von No I.D. produzierte Disstrack erschien im Mai 2018 und richtet sich gegen den kanadischen Rapper und R&B-Sänger Drake. Für besonderes Aufsehen sorgte der Titel durch die Enthüllung eines bis dahin von Drake geheim gehaltenen Sohnes namens Adonis.

## Vorgeschichte
Am 25. Mai 2018 veröffentlichte Pusha T sein drittes Studioalbum Daytona. Der letzte Track Infrared enthält Anspielungen auf Drake und die seit Jahren innerhalb der Rap-Szene kursierenden Ghostwriting-Vorwürfe gegen diesen. Wenige Stunden später reagierte Drake mit der Veröffentlichung eines eigenen Disstracks gegen Pusha T und dessen Produzenten und Songwriting-Partner Kanye West, Duppy Freestyle. Der Titel erregte viel mediale Aufmerksamkeit und bewog Pusha T noch am selben Tag zu einer Twitter-Antwort. Vier Tage danach reagierte er seinerseits mit The Story of Adidon.

## Inhalt
Das Cover zu The Story of Adidon zeigt ein im Jahr 2007 von David Leyes gemachtes, zuvor unveröffentlichtes Foto von Drake, auf dem dieser in Blackface posiert. Drake, Sohn eines Afroamerikaners und einer weißen Kanadierin, verteidigte die Aufnahme aus seiner Schauspielerzeit, die „zeige, wie Afroamerikaner einst von der Unterhaltungsindustrie falsch dargestellt wurden“, und beklagte, dass sich an der Ungleichbehandlung schwarzer Schauspieler bis heute nichts geändert habe.
The Story of Adidon wurde von No I.D. produziert und nutzt die Musik von Jay-Zs elf Monate zuvor erschienener Single The Story of O.J., die auf einem Sample von Nina Simones Four Women beruht. Anstatt weiter auf die Ghostwriting-Vorwürfe einzugehen, greift der Text von Pusha T Drake vor allem auf persönlicher und privater Ebene an. Zu Beginn des einzigen Verses stellt er mit einem Seitenhieb auf Label-Boss Birdman Drakes Geschäftssinn in Frage („The M’s count different when Baby divides the pie“). Auf die Erwähnung seiner Verlobten in Duppy Freestyle reagiert Pusha T zunächst mit Verweisen auf die gescheiterte Ehe zwischen Drakes Eltern Sandi und Dennis Graham, bevor er auf die aktuellen familiären Verhältnisse seines Kontrahenten eingeht: Er nennt die Kurzzeitbeziehung zwischen Drake und der ehemaligen französischen Pornodarstellerin Sophie Brussaux („Sophie knows better as your baby mother/Cleaned her up for IG, but the stench is on her“) und enthüllt den daraus hervorgegangenen Sohn Adonis („A baby’s involved, it’s deeper than rap“) sowie Drakes Geheimhaltung desselben („You are hiding a child, let that boy come home/Deadbeat mothafucka playin’ border patrol“). Gerüchten zufolge sollte der zum Zeitpunkt der Enthüllung sieben Monate alte Adonis im Zuge einer Adidas-Werbekampagne seines Vaters der Öffentlichkeit präsentiert werden. Der Ausdruck Adidon ist ein Kofferwort aus Adidas und Adonis.
Des Weiteren feuert Pusha T gegen Birdman und Drakes Freund und Förderer Lil Wayne („I’m pre-bookin’ the churches/Me versus three hearses/If we all go to hell it’ll be worth it“) sowie gegen seinen an Multipler Sklerose leidenden OVO-Produzenten 40 („Tick tick tick/How much time he got?/That man is sick, sick, sick“). Zuletzt proklamiert er seine Überlegenheit als Rapper und sieht sich lediglich im Schatten der verstorbenen 2Pac und The Notorious B.I.G. („The only ones I chase are two ghosts“).

## Rezeption
Der Titel erhielt überwiegend positive Kritiken, wurde aufgrund seines hochpersönlichen Inhalts aber auch kontrovers diskutiert. Mehrere Publikationen nahmen ihn in ihre Aufstellungen der besten Songs des Jahres 2018 auf. Pitchfork nannte The Story of Adidon in seiner Erscheinungswoche den besten neuen Track und reihte ihn am Ende des Jahres auf Platz 31. Autor Sheldon Pearce bezeichnete den Titel als „3D-Schachzug und teuflischen Sucker-Punch zugleich“. Die Redaktion der Zeitschrift Complex listete den Disstrack auf Jahresrang fünf, Noisey kürte ihn gar zum Song des Jahres. Doreen St. Félix von The New Yorker verglich Pusha T mit einem „Horrorfilm-Psychiater, der einen Patienten ausgräbt, nur um ihn mit seinen tief verwurzelten Pathologien zu konfrontieren“. Im Nachklang des Beefs zwischen Drake und Kendrick Lamar listeten Websites wie Billboard, Complex, HipHopDX und The Ringer den Titel im Mai 2024 jeweils als einen der zehn besten bzw. vernichtendsten Disstracks aller Zeiten.
Einen Monat nach der Veröffentlichung von The Story of Adidon bestätigte Drake seine Vaterschaft mit dem Song March 14 auf seinem fünften Studioalbum Scorpion. Auf den Disstrack von Pusha T ging er jedoch nicht ein und ließ den Beef somit einschlafen, was ihm von den meisten innerhalb der Szene als Niederlage ausgelegt wurde.